# Dagua
Dagua ist eine Gemeinde (Municipio) im Departamento Valle del Cauca in Kolumbien.

## Geographie
Dagua liegt in der Subregion Sur in Valle del Cauca auf einer Höhe von 828 m ü. NN in der Westkordillere der kolumbianischen Anden, 47 km von Cali entfernt am Río Dagua und hat eine Jahresdurchschnittstemperatur von 24 °C. Die Gemeinde grenzt im Norden an Calima, im Osten an Restrepo, La Cumbre und Cali, im Süden an Cali und im Westen an Buenaventura.

## Bevölkerung
Die Gemeinde Dagua hat 36.891 Einwohner, von denen 8110 im städtischen Teil (cabecera municipal) der Gemeinde leben (Stand 2019).

## Geschichte
Bei der Ankunft der Spanier war die Region vom indigenen Volk der Papagayeros bewohnt. Das heutige Dagua wurde 1909 gegründet, als die Gegend von der Eisenbahn erschlossen wurde.

## Wirtschaft
Der wichtigste Wirtschaftszweig von Dagua ist die Landwirtschaft. Das wichtigste Anbauprodukt ist die Ananas. Neben der Landwirtschaft werden Tierhaltung und Holzwirtschaft betrieben.